# Ежов, Виктор Анатольевич
Виктор Анатольевич Ежов (22 июня 1929, Ленинград — 13 июня 2000, Санкт-Петербург) — советский и российский историк, профессор исторического факультета ЛГУ — СПбГУ.

## Биография
Родился в семье военнослужащего. Отец — Анатолий Фёдорович Ежов (1899—1941), подполковник, заместитель командира 5 танковой дивизии, погиб на фронте. Мать — Татьяна Евграфовна Качалова (1901—1989), служащая, из дворян.
Окончил среднюю школу № 222 в Ленинграде. В 1952 с отличием окончил исторический факультет ЛГУ.
После окончания аспирантуры в 1955 защитил кандидатскую диссертацию «Всенародная помощь в восстановлении угольной промышленности Донбасса в 1943—1945 гг.». Работал ассистентом, с 1959 — доцентом кафедры истории СССР истфака ЛГУ. В 1962—1965 — декан факультета для иностранных граждан ЛГУ.
В 1968 защитил докторскую диссертацию «Рабочие Ленинграда в годы послевоенного восстановления и развития народного хозяйства (1945—1955 гг.)».
В 1968—1971 — директор Института повышения квалификации преподавателей общественных наук при ЛГУ.
С 1971 по 1982 был деканом исторического факультета ЛГУ. Одновременно заведовал кафедрой истории КПСС.
В 1975 был удостоен Государственной премии СССР как член авторского коллектива «Истории рабочих Ленинграда».
В 1982 перешёл на работу в Ленинградскую высшую партийную школу (после реорганизации — Северо-Западная академия государственной службы).
Основная тематика научной деятельности — история рабочего класса СССР.

## Основные работы
- Рабочие Ленинграда в борьбе за восстановление города (1944—1945). Л.: Изд-во Ленингр. ун-та, 1961. 107 с.
- Рабочие Ленинграда в послевоенные годы (1946—1950). Л.: Изд-во Ленингр. ун-та, 1968. 119 с.
- Рабочие Ленинграда в годы пятой пятилетки (1951—1955). Л.: Изд-во Ленингр. ун-та, 1971. 104 с.
- Рабочий класс СССР: социально-политический очерк. Л.: Лениздат, 1974. 271 с.
- Класс, преобразующий мир. М.: Знание, 1975. 120 с.
- Ленинградский университет в годы Великой Отечественной войны. Л.: Изд-во Ленингр. ун-та, 1975. 88 с. В соавт. с В. В. Мавродиным.
- Рабочий класс СССР в годы девятой пятилетки (1971—1975). Л.: Изд-во ЛГУ, 1978. 224 с. В соавт. с А. З. Ваксером и И. П. Труфановым.
- Рабочий класс — ведущая сила восстановления Ленинграда (1943—1950). Л.: Изд-во ЛГУ, 1982. 142 с.

## Семья
Жена — Светлана Александровна Курмелева (1931—1993), историк, заведующая кафедрой методики преподавания истории ЛГПИ им. А. И. Герцена, кандидат педагогических наук, доцент.
Сын — Михаил Викторович Ежов (р. 1957), доктор исторических наук.